# Ministère de l'Agriculture (Azerbaïdjan)
Le ministère de l'Agriculture de l'Azerbaïdjan (en azerbaïdjanais: Azərbaycan Respublikasının Kənd Təsərrüfatı Nazirliyi) est une agence gouvernementale azerbaïdjanaise chargée de la réglementation de l'activité économique dans le secteur agricole du pays dans le but d'accroître la capacité de production de ce secteur. L'agriculture est la deuxième ressource naturelle en importance de l'Azerbaïdjan et joue un rôle important dans l'économie du pays. Le ministère est dirigé par Majnoun Mammadov. 

## Histoire
Le ministère chargé de superviser les activités agricoles a été créé le 28 mai 1918 avec la déclaration d'indépendance de la République démocratique d'Azerbaïdjan en tant que ministère de la Culture et du Travail. Le 15 octobre 1918, son nom a été changé pour devenir le ministère des Biens et de la Culture de l’État. Après l’instauration du régime soviétique en Azerbaïdjan en 1920, il a été renommé Commissariat aux terres de l’État. En 1986, le ministère a été transformé en Comité d'État sur l'économie agraire. En 1992, après le rétablissement de l'indépendance de la République d'Azerbaïdjan, le ministère a été rétabli en tant que ministère de l'Agriculture et de l'Alimentation. Enfin, en 1993, le nom a été remplacé par son nom actuel. 

## Organisation
Conformément au décret présidentiel n ° 467 du 23 octobre 2004 visant à accroître la capacité agricole du pays, le ministère se concentre sur le développement de la production et la transformation des produits agricoles; fourniture d'informations aux producteurs de produits agricoles; amélioration et économie d'eau, médecine vétérinaire, quarantaine végétale et utilisation favorable du sol; mise en œuvre d'une politique scientifique et technique unique, organisation de programmes de première priorité sur la culture de plantes et la sélection animale; assurer la sécurité alimentaire du pays; développement économique et social des villages. Le ministère organise des conférences sur le commerce et l'investissement afin d'attirer les investissements étrangers dans le secteur et de promouvoir les produits alimentaires azerbaïdjanais sur les marchés mondiaux. En 2007, il a organisé une mission commerciale pour l’alimentation et l’agriculture en Azerbaïdjan aux États-Unis, organisée par la Chambre de commerce américano-azerbaïdjanaise.

## Coopération internationale
Le ministère de l'Agriculture de la République d'Azerbaïdjan coopère étroitement avec un certain nombre d'organisations internationales, ainsi qu'avec les pays ayant une grande expérience dans le domaine de l'agriculture, afin d'étudier l'expérience des organisations et pays leaders, d'établir et d'élargir les cadres juridiques dans différentes directions du secteur agraire conjointement avec d’autres pays, préparant et mettant en œuvre des projets internationaux. Il convient de noter que la commission intergouvernementale de coopération avec les pays étrangers joue un rôle très important dans le développement de la coopération bilatérale entre la République d'Azerbaïdjan et d'autres pays. Entre 1994 et 2004, le ministère a mis en œuvre différents projets et programmes tels que "Assistance organisationnelle au ministère de l'Agriculture", "Aide aux familles et aux agriculteurs commerciaux", "Privatisation du secteur de la distribution de produits alimentaires en Azerbaïdjan", "Réforme agraire régionale - 1 "," Assistance aux activités bancaires de la sphère agraire, organisation d'entités de crédit villageoises ","Syndicats d'assistance aux entreprises agroalimentaires pilotes régionales ","Création d'entreprises agricoles privées exemplaires " et " Développement et crédit de l'agriculture ", " Soutien à initiatives privées dans le domaine de l'agriculture ", " Consultation sur la politique agraire ", " Développement des semences de pomme de terre en Azerbaïdjan et établissement de sa base ", " Création de services de fertilisation artificielle " et " Augmentation des produits alimentaires en Azerbaïdjan - 2KR ", " Inventaire des couverture végétale et utilisation des sols en Azerbaïdjan avec la méthode de la sonde lointaine ", " Renforcement des services phytosanitaires ", " Renforcement du diagnostic, des lut rol sur les maladies animales infectées intensives ", " Fourniture de vaccins pour l'assistance au vétérinaire ", " Projet de développement des régions montagneuses et de haute montagne ", " Sécurité alimentaire ". Ces projets ont été mis en œuvre avec l'appui de la Banque mondiale, du gouvernement germanique de la GTZ, du gouvernement du Japon, de l'Organisation de l'alimentation et de l'agriculture des Nations unies et du Fonds international de développement agricole (FIDA).

## Fonctions du ministère
Le ministère est responsable de:
- mise en œuvre de la politique de l'État dans le domaine agraire;
- contrôle du respect de la législation dans le domaine agraire;
- participer à la préparation et à la mise en œuvre de la politique de l'État dans le domaine du développement des infrastructures et à la préparation d'actes réglementaires et juridiques;
- réalisation de politiques publiques en matière de mise en valeur des terres et de gestion de l'eau, irrigation;
- mener une politique scientifique et technique commune dans le domaine agraire;
- mener à bien la politique de l'État dans le domaine de la sécurité alimentaire du pays;
- fournir des services vétérinaires, superviser la production de produits alimentaires et de matières premières sûrs;
- assurer la protection et la quarantaine des végétaux sur le territoire de la République d'Azerbaïdjan;
- organiser la comptabilité et les statistiques[6].

## Réformes
À la suite de la guerre du Haut-Karabakh, le secteur agricole de l'Azerbaïdjan est entré en récession, ce qui a conduit les dirigeants à adopter trois lois sur les réformes agraires et à propos des réformes dans les fermes d'Etat et les fermes collectives le 18 février 1995 et à propos de la réforme agraire le 16 juillet 1995. Selon le décret présidentiel du 23 octobre 2004, qui prévoyait également la création de la société de crédit ouvert «Agroleasing» fournissant du crédit-bail d’équipement et un financement, 100 milliards AZN et 150 milliards AZN ont été alloués au secteur en 2005 et 2006. En conséquence, par rapport aux statistiques de 1995, la production céréalière a été multipliée par 2,3 en 2004, la pomme de terre par 5,9, les produits à base de melon d'eau par 8,5, les légumes par 2,5, les fruits et baies par 1,3, la viande par 1,9, le lait par 1,4 et les œufs. par 1,5, la quantité de têtes de bétail par 1,3, la quantité d'ovins et de caprins par 1,6.